# Episodi di Roswell (seconda stagione)
La seconda stagione della serie televisiva Roswell, formata da 21 episodi, è andata in onda negli Stati Uniti su The WB dal 2 ottobre 2000 al 21 maggio 2001.
In Italia è stata trasmessa su Rai 2 dal 13 ottobre 2001 al 16 marzo 2002.
| nº | Titolo originale                | Titolo italiano                | Prima TV USA     | Prima TV Italia  |
| -- | ------------------------------- | ------------------------------ | ---------------- | ---------------- |
| 1  | Skin and Bones                  | Pelle e ossa                   | 2 ottobre 2000   | 13 ottobre 2001  |
| 2  | Ask Not                         | Uno di noi                     | 9 ottobre 2000   | 20 ottobre 2001  |
| 3  | Surprise                        | Il compleanno di Isabel        | 16 ottobre 2000  | 27 ottobre 2001  |
| 4  | Summer of '47                   | Quell'estate del '47           | 23 ottobre 2000  | 3 novembre 2001  |
| 5  | The End of the World            | Ballo di nozze                 | 30 ottobre 2000  | 10 novembre 2001 |
| 6  | Harvest                         | Il raccolto                    | 6 novembre 2000  | 17 novembre 2001 |
| 7  | Wipe Out                        | Scomparsi                      | 13 novembre 2000 | 24 novembre 2001 |
| 8  | Meet the Dupes (1)              | Vertice per la pace (Parte I)  | 20 novembre 2000 | 1º dicembre 2001 |
| 9  | Max in the City (2)             | Vertice per la pace (Parte II) | 27 novembre 2000 | 8 dicembre 2001  |
| 10 | A Roswell Christmas Carol       | Natale a Roswell               | 18 dicembre 2000 | 22 dicembre 2001 |
| 11 | To Serve and Protect            | Il sogno                       | 22 gennaio 2001  | 29 dicembre 2001 |
| 12 | We are Family                   | Noi siamo una famiglia         | 29 gennaio 2001  | 5 gennaio 2002   |
| 13 | Disturbing Behavior (1)         | Alieni e umani (Parte I)       | 5 febbraio 2001  | 12 gennaio 2002  |
| 14 | How the Others Half Lives (2)   | Alieni e umani (Parte II)      | 19 febbraio 2001 | 19 gennaio 2002  |
| 15 | Viva Las Vegas                  | La febbre del gioco            | 26 febbraio 2001 | 26 gennaio 2002  |
| 16 | Heart Of Mine                   | Segui il tuo cuore             | 16 aprile 2001   | 2 febbraio 2002  |
| 17 | Cry Your Name                   | Prima di morire                | 23 aprile 2001   | 16 febbraio 2002 |
| 18 | It's Too Late, and It's Too Bad | La sconfitta di un leader      | 30 aprile 2001   | 23 febbraio 2002 |
| 19 | Baby, It's You                  | Fiocco azzurro                 | 7 maggio 2001    | 2 marzo 2002     |
| 20 | Off the Menu                    | Doppia identità                | 14 maggio 2001   | 9 marzo 2002     |
| 21 | The Departure                   | Il ritorno                     | 21 maggio 2001   | 16 marzo 2002    |

## Pelle e ossa
- Titolo originale: Skin and Bones
- Diretto da: James A. Contner
- Scritto da: Jason Katims

### Trama
Dal momento in cui gli alieni hanno tentato di contattare il loro pianeta è passata ormai un'estate. Nessun di loro li ha ancora attaccati, anche se Michael continua sempre ad esercitare i suoi poteri per riuscire ad ucciderli, con grande apprensione di Maria, che non riesce ad accettare la fine della loro relazione. Nasedo, un mutaforma che ha assunto l'aspetto di Pears, è riuscito a sciogliere l'unità speciale dell'FBI che si occupava di alieni, anche se ostacolato dalla senatrice Whitaker, nel vano tentativo di impedirglielo, nel frattempo trasferitasi a Roswell. Max non ha ancora avuto occasione di parlare con Liz, per tutta l'estate in Florida ospite di una zia, anche se ogni ora chiede a Maria se ha notizie di lei. Quando torna, Max scopre che non lavora più al Crashdown, ma come segretaria della Whitaker : vorrebbe dimenticare quel che è successo fra loro, anche se sa che Max non è interessato a Tess. Nel frattempo, un geologo, trova nel deserto un osso, in realtà un cadavere che lo sceriffo comprende essere quello di Pears. Per salvare Michael dall'accusa di omicidio e dalla possibilità di essere scoperto, Max si reca in un laboratorio riuscendo a modificare il contenuto di C14 nelle ossa, in modo che sembrino più antiche, poco prima che il corpo venga esaminato, sotto il controllo della senatrice Whitaker. Quella stessa notte Nasedo si reca da Max in fin di vita e gli confida che gli Skin, loro nemici, si nascondono tra di loro morendo fra le sue braccia.

## Uno di noi
- Titolo originale: Ask Not
- Diretto da: Bruce Seth Green
- Scritto da: Ronald D. Moore

### Trama
Nasedo è morto, e nemmeno le pietre curative riescono a salvarlo. Tess è distrutta per la morte di colui che considerava come un padre, e, una sera, mentre Max la sta riaccompagnando a casa, si accorge che qualcuno è entrato in casa. Per precauzione la ragazza viene ospitata nella casa dello sceriffo Valenti, dove Kyle è appena tornato da un campo estivo, durante il quale il ragazzo ha riflettuto sulla sua vita e si è convertito al buddhismo. Inizialmente non vorrebbe nemmeno sentire parlare di alieni e tratta male Tess ma, in seguito, capisce di averla ferita con i suoi modi bruschi decidendo di accettare la sua presenza in famiglia. Liz trova la Whitacker ubriaca nel suo ufficio, e, senza farsi notare, scopre la presenza di registrazioni di sue conversazioni con Maria. Spaventata, avverte Max, ma lui, Isabel e Michael sono convinti che sia stato Brody, il nuovo proprietario del centro UFO a intercettare quelle conversazioni, non la senatrice. Isabel e Michael vorrebbero uccidere Brody, ma Max, dando prova di essere un grande leader, cerca di parlare con lui, scoprendo che non è uno skin, ma un uomo normale rapito dagli alieni, da allora in cerca di un contatto. Max vorrebbe tornare con Liz, ma lei, pur essendo ancora innamorata di lui, teme la presenza e la figura di Tess, per cui finisce per respingerlo.

## Il compleanno di Isabel
- Titolo originale: Surprise
- Diretto da: Fred K. Keller
- Scritto da: Toni Graphia

### Trama
Max, Michael, Maria e Liz organizzano una festa a sorpresa al Crash Down per il compleanno di Isabel. Qualche minuto dopo l'inizio della festa, il geologo Grant Soreson entra nel locale con un gran mazzo di rose, il fiore preferito di Isabel. Con un po' di imbarazzo la ragazza rivela che quella sera stessa avrebbe dovuto avere un appuntamento con lui e questo causa l'ira di Max, preoccupato che lo studioso possa scoprire qualcosa sulla loro vera identità, e della madre di Isabel, spaventata dalla differenza di età tra i due. Nonostante gli sforzi di Max e degli altri, la festa non andrà come previsto: Isabel ha inquietanti visioni di Tess ferita e imprigionata, e preme per andare a cercarla. Liz, che la senatrice Whitaker ha voluto accompagnare alla festa, ha delle importanti notizie. Mentre Max si reca dallo sceriffo Valenti per chiedere aiuto, Isabel e Maria guidano fino al luogo che Isabel vede nelle sue visioni, un locale dall'insegna rossa. Liz intanto resta al Crash Down per distrarre gli ospiti e non farli insospettire. Le ricerche di Max e dello sceriffo sembrano confermare le visioni di Isabel: Tess è effettivamente sparita da ore, e l'ultimo ad aver avuto contatti con lei è proprio Soreson. I due decidono di irrompere nell'appartamento del geologo per scoprire quale fosse il legame tra lui e Tess, ma, una volta interrogato, l'uomo risulta innocente, confessando di aver cercato Tess solo per chiederle aiuto per il regalo di Isabel. Intanto Isabel ordina a Maria di ritornare al Crash Down per chiedere aiuto agli altri, ma, senza aspettare il ritorno della ragazza, decide di entrare da sola nell'edificio. Dopo avere esplorato varie stanze, Isabel trova Tess sdraiata su pavimento, ferita, e quasi priva di sensi. Mentre le due cercano di fuggire, la senatrice Whitaker irrompe nell'edificio e minaccia di uccidere Tess se Isabel non le rivelerà la posizione del Granilith. La donna confessa infatti di essere una Skin e di aver bisogno dell'oggetto alieno per poter tornare nel suo pianeta di origine e salvarsi. Stando al suo racconto gli Skin hanno circa cinquant'anni a disposizione sul pianeta Terra, passati i quali il loro destino è quello di consumarsi senza più possibilità di trasformarsi nella loro forma originale. La senatrice, inoltre, rivela ad Isabel qualcosa sulla vita che conduceva nel suo pianeta natale: sfidando la sua famiglia e gli amici, Isabel tradì il suo popolo per amore di un uomo e si unì ai malvagi Skin, confessando di avere ucciso Nasedo. Isabel e Tess cercano di fuggire ma la senatrice le raggiunge tentando di usare i suoi poteri contro di loro. Per proteggere Tess, Isabel è costretta ad uccidere la Whitaker e questo le provoca un forte senso di colpa. Per cercare un po' di pace e silenzio, la ragazza raggiunge la grotta che ospita i bozzoli, e qui, dopo aver implorato la madre, troverà il Granilith.

## Quell'estate del '47
- Titolo originale: Summer of '47
- Diretto da: Patrick Norris
- Scritto da: Gretchen J. Berg e Aaron Herberts

### Trama
Per rimediare ai suoi brutti voti in storia, Michael è costretto ad intervistare un veterano della Seconda Guerra Mondiale che si trova a Roswell per un raduno di ex commilitoni. Ben presto l'intervista si trasforma in qualcosa di importante per Michael, che riesce a scoprire degli elementi in più sul suo passato. Il capitano Carver, infatti, si rivela essere uno dei soldati a conoscenza degli eventi del '47, insabbiati dal Governo e tenuti nascosti per anni. Dopo avere cercato di fare luce sulla questione dell'impatto, il capitano era stato costretto a firmare un foglio di dimissioni e ad allontanarsi dall'esercito. Prima di trasferirsi in un'altra città, tuttavia, Carver era riuscito a penetrare nella stanza contenente i corpi degli alieni ritrovati dopo l'impatto della navicella, e, in seguito all'incontro con due di loro, era riuscito a portare in salvo due bozzoli. Michael rivela allora all'uomo di essere uno degli alieni contenuti in uno dei due bozzoli salvati e conclude che, da qualche parte nel mondo, devono trovarsi gli altri quattro superstiti racchiusi in un altro bozzolo. Alla fine dell'episodio Michael, anche ispirato dalla storia del soldato, decide di tornare insieme a Maria.

## Ballo di nozze
- Titolo originale: The End of the World
- Diretto da: Bill L. Norton
- Scritto da: Jason Katims

### Trama
Liz riceve la visita di un Max del futuro latore di messaggio importante: nel futuro gravi sconvolgimenti e un'invasione aliena hanno quasi distrutto la Terra, e, siccome Max aveva scelto lei e non Tess, senza il suo aiuto non erano stati in grado di affrontare gli invasori. Per impedire questo disastro futuro Max dovrebbe lasciare Liz e rimettersi con Tess. Nonostante le resistenze della ragazza, inizialmente felice all'idea che il suo destino sia quello di stare con Max e di sposarlo, il Max del futuro riesce a convincerla. Dopo aver tentato diverse strade, Liz riesce a ferire Max al punto da farlo allontanare con una messinscena : Max la deve vedere a letto con Kyle. Il piano di Liz funziona, tanto che il Max del futuro, ossia una proiezione di come sarebbero andate le cose se i due ragazzi fossero rimasti insieme, si dissolve mentre balla con Liz la canzone che l'uomo rivela essere quella del loro matrimonio. Intanto, Michael decide di indagare su Courtney, e, per farlo, finge di essere attratto da lei e di cedere alle sue avances. I due si trovano a casa di Courtney, quando Maria, preoccupata per Michael, li raggiunge e trova la ragazza avvolta solo con un asciugamano con un Michael avente un'espressione palesemente imbarazzata. Sconvolta, Maria si sfoga con Alex, che, per difendere l'amica, si reca a casa di Michael per dargli una lezione. Dopo avergli assestato un pugno in faccia, Alex se ne va, lasciando Michael solo con Courtney. Per andare in fondo alle sue ricerche, Michael la bacia e scopre che la ragazza è in realtà una Skin. Prima che il ragazzo possa parlarle, Courtney scappa via.

## Il raccolto
- Titolo originale: Harvest
- Diretto da: Paul Shapiro
- Scritto da: Fred Golan

### Trama
Michael raduna il gruppo per informarlo della vera identità di Courtney, e, durante la riunione, il notiziario trasmette la notizia della morte della senatrice Whitaker: secondo la stampa, la donna sarebbe scomparsa a causa di un incidente stradale. Questa versione della storia non corrisponde, tuttavia, a quella a cui Max e gli altri hanno assistito settimane prima, durante lo scontro tra la senatrice e Isabel. Per fare chiarezza sull'accaduto e per scoprire chi stia mentendo sulla scomparsa della senatrice, il gruppo indaga nell'ufficio della donna alla ricerca di possibili indizi. L'unica pista da seguire sembra essere quella di una lettera spedita dalla città natale della senatrice, Copper Summit, in cui si accusa la donna di aver commesso un'azione contro il protocollo della Lega dell'Amicizia Universale che ha sede proprio nella stessa città. Max, Isabel e Tess decidono quindi di raggiungere Copper Summit alla ricerca di informazioni e di portare con loro Liz, l'unica ad aver avuto contatti ufficiali con la defunta senatrice. Michael e Maria, intanto, indagano sulla scomparsa di Courtney e questo darà loro modo di chiarire delle cose riguardo alla loro relazione. Una volta arrivati a Copper Summit, i ragazzi si ritrovano ospiti della famiglia della senatrice e sono costretti a passare la notte nella cittadina. Tra Isabel e Nicholas, il fratello adolescente della Wihtaker, sembra stabilirsi un legame e la ragazza cerca in tutti i modi di appurare quale possa essere la relazione che la lega a lui. Nel frattempo, Michael e Maria riescono a ritrovare Courtney, recandosi insieme a Copper Summit per soccorrere Max e gli altri: la ragazza spiega infatti che l'intera cittadina è abitata da Skin e che proprio in quei giorni si tiene il cosiddetto "Raccolto", un processo attraverso cui gli Skin mutano la loro pelle, indossando un altro "guscio". Durante il funerale della senatrice, Isabel si allontana, attirata dalla misteriosa figura del ragazzino, e finisce in un deposito contenente involucri di Skin. Nicholas rivela allora la sua identità: ripercorrendo la stessa storia narrata dalla senatrice qualche settimana prima, confessa di essere un aiutante di Kivar, l'amante per cui Vilandra aveva tradito il suo popolo, e di volerla condurre da lui. Isabel rifiuta di credere alle sue parole e tra i due inizia uno scontro. Intanto Max e gli altri, ancora in chiesa per la funzione, si trovano davanti al corpo perfettamente intatto della senatrice. Questo non può che sconvolgerli, in quanto si trattava dello stesso corpo distrutto e ridotto in cenere da Isabel qualche tempo prima. Inavvertitamente Liz appoggia la mano su quella della senatrice e il corpo si frantuma, rivelandosi essere solo un involucro vuoto. A questo punto anche Max e gli altri si rendono conto di essere circondati dagli Skin. A salvare la situazione è Courtney che, arrivata sul luogo, distrugge il generatore di energia dei gusci e permette a Isabel e agli altri la fuga. Prima che gli involucri vengano distrutti, Michael salva di nascosto quello di Courtney.
- Altri interpreti: Miko Hughes, Gretchen Egolf, Sara Downing, Chris Ellis, Holmes Osborne, Jenny O'Hara

## Scomparsi
- Titolo originale: Wipe Out
- Diretto da: Michael Lange
- Scritto da: Gretchen J. Berg e Aaron Harberts

### Trama
Per potersi vendicare del fallimento del "Raccolto", gli Skin alterano la dimensione spazio-temporale della Terra, eliminando tutti gli abitanti del pianeta. Gli unici a salvarsi sono i non-umani, ossia Max e gli altri, e Liz, Maria, Kyle e lo sceriffo Valenti che al momento dell'alterazione si trovavano fuori città. Insieme a loro si trova anche Courtney, alle prese con i problemi causati dal nuovo guscio che rischia di deteriorarsi a causa della rapidità con cui è stato raccolto. Tutto il gruppo si riunisce al Crash Down per elaborare un piano d'azione. Qui Courtney rivela agli altri l'unico mezzo esistente per eliminare definitivamente gli Skin: per eliminarli completamente occorre colpire con forza il centro del guscio, situato nella parte bassa della schiena. I ragazzi devono anche mettersi in salvo da Nicholas che, entrato nel locale, lo ispeziona in cerca di alieni. Giudicando più sicuro stabilirsi nel centro UFO, una volta rifugio anti atomico, Max e gli altri si dividono per poterlo raggiungere senza dare nell'occhio. Isabel, tuttavia, decide di non seguire gli altri e di offrirsi come esca per Nicholas. Al centro UFO, Liz e Kyle individuano quale potrebbe essere la sorgente del campo magnetico che ha causato l'alterazione spazio-temporale e capiscono che, se la fonte di energia del campo non verrà eliminata, anche loro, come tutti gli altri umani, saranno destinati a sparire. La loro teoria sembra trovare conferma quando lo sceriffo Valenti, ferito, scompare nel nulla. Preoccupati per il destino dell'umanità, Liz, Kyle e Maria decidono di andare in cerca del centro del campo magnetico. Isabel, intanto, cerca di attirare Nicholas in una trappola, ma finisce per cadere svenuta sotto i colpi della madre di Nicholas. Max, Michael e Tess, nel frattempo, si accorgono della scomparsa di Courtney e corrono a cercarla. Sfortunatamente la ragazza è stata catturata da Nicholas, il quale vorrebbe farle rivelare la posizione del Granilith utilizzando il controllo della mente. Per evitare di tradire i suoi compagni, Courtney si uccide. Max e gli altri si recano alla scuola e vi trovano, priva di sensi, Isabel. In realtà si tratta di una trappola ideata da Nicholas allo scopo di attirare i ragazzi : una volta accerchiato da decine di Skin, il gruppo dovrà arrendersi. L'unica speranza per il pianeta è costituita da Maria, la sola umana a non essere ancora scomparsa. Fortunatamente la ragazza riesce a distruggere il campo magnetico e, nello stesso istante, i poteri illusori di Tess si evolvono per cui la ragazza riesce a scatenare una tempesta di fuoco reale che distrugge tutti gli Skin. Nonostante non vi siano dei sopravvissuti, nell'ultima inquadratura Max e Tess vanno a sbattere contro un bambino che, almeno di schiena, assomiglia a Nicholas.
- Altri interpreti: Sara Downing, Miko Hughes, Mary Ellen Trainor, Jenny O'Hara

## Vertice per la pace (Parte I)
- Titolo originale: Meet the Dupes
- Diretto da: James A. Contner
- Scritto da: Toni Graphia

### Trama
A Roswell giungono, tre degli altri quattro alieni. Sono Vilandra detta Lornie, clone di Isabel, Rath clone di Michael, e Ava, clone di Tess. Si rivelano essere delle copie punk e un po' più sfrontate e perfide delle loro controparti di Roswell. I tre sono subito sconcertati ma divertiti nello scoprire che non devono nascondersi, ma in quello sperduto paesino lo sceriffo è dalla loro parte e anzi si preoccupa della loro incolumità. Gli alieni vivono da soli a New Yor , rispettando le coppie originali : Vilandra e Rath stanno insieme , così come Ava e Zan, clone di Max. I ragazzi possiedono inoltre tutti i loro ricordi delle vite precedenti e hanno molte conoscenze sul loro mondo grazie all'alieno Kal, che li ha cresciuti per alcuni anni, ma che poi è sparito . Di recente sono stati contattati dalle autorità del loro pianeta natale per un convegno sulla pace, ma, dato che Zan è morto in un incidente , si sono recati a Roswell per cercare Max e convincerlo a recarsi a New York e partecipare in veste di sovrano. L'incontro con i loro sosia sembra sconvolgere tutti i ragazzi e in particolare Isabel, che vede confermata la storia di Vilandra circa del tradimento nei confronti del fratello e del loro popolo per amore di Kivar. In ogni caso Max non sembra fidarsi dei sosia, e non pare intenzionato a partecipare al vertice. Per convincerlo, Lornie e Rath ricorrono a inganni e sporchi trucchi, finendo per rivelare a Max il segreto del tradimento di Vilandra e a farlo dubitare della fedeltà di Isabel e di tutti gli altri. L'unico dei sosia a non condividere le azioni malvagie degli altri è Ava , che alla fine decide di non seguire Max, Tess, Lornie e Rath a New York e di restare a Roswell.
- Altri interpreti: Desmond Askew, Garrett M. Brown, Michael Chieffo

## Vertice per la pace (Parte II)
- Titolo originale: Max in the City
- Diretto da: Patrick Norris
- Scritto da: Ronald D. Moore

### Trama
A New York Max si trova totalmente spaesato: non solo non conosce la città, ma gli atteggiamenti troppo intimi e sfacciati di Lornie e Rath lo mettono molto a disagio. I due sosia sembrano piuttosto evasivi riguardo al convegno sulla pace, e l'unica informazione che danno a Max è la notizia che riguarda l'esame che il ragazzo dovrà passare per dimostrare di essere il re . In realtà ciò che Lornie e Rath stanno nascondendo è un'alleanza segreta con Nicholas, il capo degli Skins: questi ha promesso loro di farli ritornare a casa a patto che i due consegnino agli Skins il Granilith. Il convegno è solo una trappola che dovrebbe far cedere Max e costringerlo a consegnare il Granilith per il bene del popolo di Antares, in guerra civile, e della Terra . Inoltre i due alieni gli hanno nascosto la verità: non c'è stato nessun incidente, hanno ucciso loro Zan, che non era d'accordo ad allearsi con gli Skins. Quando Max prova la sua identità di re e il convegno ha inizio, il ragazzo si trova di fronte ad una scelta molto difficile: arrendersi alle condizioni di Kivar, delle quali Nicholas è ambasciatore, e rinunciare per sempre al trono, mettendo così fine alla guerra civile, o non consegnare il Granilith e inimicarsi tutti coloro che sperano di tornare nel loro pianeta natale attraverso il potente ordigno. Alla fine Max decide di non consegnare il Granilith: questo avrebbe di certo salvato la vita a molte persone, ma avrebbe significato abbandonare Michael e Isabel sulla Terra. Dopo aver visto il suo piano fallire miseramente, Lornie si accorda in segreto con Nicholas per uccidere Max e recuperare il Granilith: il compenso per l'omicidio del ragazzo è la possibilità di ritornare sul suo pianeta natale ed assistere al trionfo di Kivar. A Roswell, intanto, Ava confessa a Liz dell'omicidio di Zan: la ragazza, preoccupata per Max, si mette in contatto con lui utilizzando i poteri di Isabel e lo salva dalla morte. Max e Tess fanno quindi ritorno a Roswell incolumi ma con la consapevolezza di aver attirato su di loro l'ira di tutti quelli che vogliono impossessarsi del Granilith. Ava decide di andar via da sola, non vuole restare a Roswell ma non tornerà nemmeno a New York 
- Altri interpreti: Desmond Askew, Miko Hughes

## Natale a Roswell
- Titolo originale: A Roswell Christmas Carol
- Diretto da: Patrick Norris
- Scritto da: Jason Katims

### Trama
A Roswell è Natale. Isabel, soprannominata da Max e Michael, "la nazista del Natale", coinvolge tutti nella preparazione di una festa perfetta. Mentre è intento a scegliere l'albero di Natale insieme a Michael, Max assiste alla morte di un uomo che si è schiantato contro una macchina per salvare sua figlia. Il ragazzo rimane sconvolto dall'incidente, iniziando ad avere visioni del fantasma dell'uomo che lo rimprovera di non averlo salvato. Per liberarsi di tali incubi, e cercare conforto, Max si rivolge a Liz ma questa non sa proprio come poterlo aiutare. Maria, intanto, scopre che la figlia di Brody è malata di cancro al midollo spinale, pensando come poter assistere l'uomo e la bambina. Nel farlo, si confida con Liz la quale escogita una soluzione che potrebbe aiutare sia Brody che Max: se quest'ultimo salverà la vita alla bambina, guarendola definitivamente dal tumore, una vita che era andata persa sarà ritrovata e l'equilibrio potrà essere ristabilito. Solo così, forse, Max potrà tornare a sentirsi in pace con la sua coscienza. La bambina, però, viene ricoverata in ospedale a causa dell'aggravarsi della malattia e Max è obbligato a chiedere aiuto a Michael per recarsi da lei e salvarla. Una volta in ospedale, Max riesce a trovare la figlia di Brody e a guarirla, ma, nel vedere altri bambini malati e in fin di vita, non riesce a resistere alla tentazione di provare a salvarli. Alla fine, nonostante la minaccia del servizio di sicurezza e la spossatezza fisica, Max riesce nel suo intento e torna a casa insieme a Michael. Nonostante affermi di non credere in Dio, Max si reca alla Messa di Natale, dove siede vicino a Liz.
- Altri interpreti: Desmond Askew, John Littlefield, Garrett M. Brown, Mary Ellen Trainor, Diane Farr

## Il sogno
- Titolo originale: To Serve and Protect
- Diretto da: Jefery Levy
- Scritto da: Breen Frazier

### Trama
Isabel, annoiata dai programmi televisivi, decide di entrare nei sogni dei suoi amici. Tuttavia, mentre sta visitando il sogno di Kyle, la sua mente viene catturata da un incubo in cui una ragazza veniva sepolta viva in mezzo al bosco da un misterioso killer. Max e Isabel preoccupati, si rivolgono allo sceriffo Valenti che promette di aiutarli. Sfortunatamente, nello stesso momento, un vecchio amico di Valenti arriva a Roswell per riaprire un caso che riguarda la morte di Hubble, un cacciatore di alieni ucciso dallo sceriffo stesso per proteggere l'identità di Max. Intanto, a Roswell arriva anche Sean, un cugino di Maria appena uscito di prigione, e che sembra nutrire un certo interesse per Liz. Quando Isabel esce per un appuntamento con Grant Soreson si addormenta e ha un'altra visione: questa volta riesce ad individuare il modello della macchina del rapitore, mentre l'aspetto della ragazza le si fa più chiaro. Lo sceriffo decide così di dare inizio alle indagini, individuando in Melissa Foster una possibile vittima: la ragazza infatti è partita per un viaggio, ma i genitori non hanno più da tempo sue notizie. Durante un altro sogno Isabel vede chiaramente il volto di Grant mentre cerca di sotterrare la sua vittima e confida tutto allo sceriffo, che, preoccupato, non resiste alla tentazione di perquisire Grant, anche senza aver ottenuto il permesso di un mandato da parte del giudice. Purtroppo la pista seguita da Valenti si rivela del tutto sbagliata: non ci sono prove della colpevolezza di Soreson, così Melissa torna finalmente in città sana e salva. Il commissario responsabile del caso Hubble sembra nutrire seri dubbi sull'integrità mentale dello sceriffo, e inizia a sospettare che tra lui, Max e Isabel, vi sia un misterioso legame. Alla fine, Isabel riesce ad avere una visione precisa del luogo in cui la ragazza è nascosta e corre a salvarla insieme a Max e a Valenti. Mentre la ragazza cerca di liberare la vittima da un contenitore di plastica che le copre il viso, Max e lo sceriffo vengono presi di mira da un misterioso cecchino. Per evitare di restare ferito, Max usa i suoi poteri creando una barriera di energia che fa rimbalzare i proiettili. I tre riescono quindi a salvare la ragazza, ma il misterioso ritrovamento, ed il fatto che i proiettili siano totalmente integri, mette in allarme il commissario, che minaccia apertamente lo sceriffo di sospenderlo. Quando Isabel prende la mano della ragazza per darle conforto, ha una sorta di visione delle cellule di lei, che le appaiono diverse da quelle umane.
- Altri interpreti: Keith Szarabajka, Jeremy Davidson, Jason Peck, Allison Lange, Robert Katims, Breon Gorman, Devon Gummersall, Woon Park (Buddha), Sage Kirkpatrick (Melissa Foster), Sebastian Siegel (Brad).

## Noi siamo una famiglia
- Titolo originale: We Are Family
- Diretto da: David Grossman
- Scritto da: Gretchen J. Berg e Aaron Harberts

### Trama
Dopo gli eventi della notte precedente, il Consiglio Comunale decide di aprire un caso sullo sceriffo Valenti, procedendo ai diversi interrogatori che, purtroppo, mostrano delle incongruenze tra la versione dello sceriffo e quella di Max e Isabel. Così il Consiglio è costretto a sospendere Valenti. A dirigere il caso arriva l'agente Duff, che promette di fare tutto il possibile per ritrovare il rapitore di Lauren, informando lo sceriffo della schizofrenia di cui soffre la ragazza. Intanto, Michael e Tess si recano in ospedale per accertarsi dell'identità di Lauren, che, almeno dai risultati delle analisi, sembra essere del tutto umana. Tuttavia, quando i due arrivano nella sua stanza, la ragazza è scomparsa. Michael inizia le ricerche, e, giungendo sul luogo del crimine, trova una strana pietra, forse materiale alieno, che consegna subito allo sceriffo. Questi, una volta tornato a casa, apre l'armadio per cambiarsi e vi trova dentro una Lauren spaventata implorante di tenerla con sé e di sottrarla definitivamente da coloro che le hanno inflitto in passato torture terribili. Lo sceriffo acconsente, pregando Isabel di badare alla ragazza mentre lui è in servizio. Intanto, Liz e Maria si incontrano con Alex, di ritorno dalla Svezia, per guardare insieme le diapositive del viaggio. Quando Max e Michael arrivano a casa di Valenti per incontrare Lauren, questa scappa, spaventata dalla vista di Michael, ma viene ritrovata dagli agenti dell'FBI, ai quale racconta di essersi nascosta a casa dello sceriffo e di essere perseguitata dagli alieni. Dopo queste dichiarazioni il Consiglio Comunale non può far altro che licenziare lo sceriffo, causando rammarico e tristezza in Max e gli altri, in parte convinti che sono loro i responsabili di tali eventi. Per non rischiare che la pietra aliena finisca in mani sbagliate, Kyle riesce, con l'aiuto di Tess, a recuperarla dall'ufficio del padre e a consegnarla a Max. Alla fine dell'episodio Michael e Isabel entrano di nascosto nell'ospedale psichiatrico dal quale Lauren era fuggita qualche mese prima, e, tra i suoi affetti personali, trovano una vecchia foto in cui è ritratto un uomo identico a Michael e che porta la didascalia "Nonno, 1935".
- Altri interpreti: Erica Gimpel, Keith Szarabajka, Diane Farr, Allison Lange, Robert Katims, Rachel Winfree, Jason Peck, Devon Gummersall, Shana O'Neil (Commessa), Seema Rahmani (Infermiera).

## Alieni e umani (Parte I)
- Titolo originale: Disturbing Behavior
- Diretto da: James Whitmore Jr.
- Scritto da: Ronald D. Moore

### Trama
Mentre Michael e Maria sorvegliano attentamente l'ufficio dello sceriffo per controllare le mosse di Laurie, Max e Isabel conducono degli esperimenti per comprendere la natura della gemma ritrovata da Michael nel luogo in cui la ragazza era stata sepolta. Dopo essere riuscita a fuggire dall'ambulanza che la trasportava, Laurie viene presa e portata in salvo da Michael e Maria mentre lo stesso cecchino che aveva tentato di sparare a Max cerca nuovamente di ucciderla. Nonostante Michael le abbia salvato al vita, Laurie si rifiuta di parlare e di interagire con lui, e non sembra intenzionata a rivelargli dettagli utili sulla gemma o sulla foto del nonno che ritraeva un uomo identico a Michael. I tre sono costretti a vagare in macchina poiché a Roswell è intanto iniziata la caccia alla ragazza, mentre gli interrogatori per scoprire l'identità del rapitore si fanno sempre più serrati. Anche Isabel viene nuovamente interrogata dall'agente Duff dell'FBI, e, proprio durante il suo colloquio, Grant Sorenson si reca all'ufficio dello sceriffo per consegnare l'arma con cui il rapitore avrebbe sparato, arma ritrovata nel bosco. La stessa sera, mentre Max si appisola sulla scrivania, la gemma sembra prendere vita e si attacca con forza al braccio del ragazzo per poi ritornare, qualche istante dopo, nella posizione iniziale. Intanto, Amy De Luca, la madre di Maria, costringe Liz a restare a casa sua per poter disporre del cellulare della ragazza nel caso in cui Maria chiami e dica dove si trovi. A casa di Amy c'è anche Sean, il cugino di Maria e, quando Max entra per chiedere a Liz di aiutarlo con gli esperimenti sulla gemma, trova i due in un momento di particolare affiatamento. Contemporaneamente, lo sceriffo Valenti si reca da Sorenson per cercare di trattare sulla causa avviata contro di lui, ma trova il ragazzo in stato confusionale, quasi come se non riconoscesse il suo interlocutore, venendo poco dopo aggredito dallo stesso. In un primo momento l'agente Duff rimprovera allo sceriffo di aver di nuovo attaccato Sorenson ma poi scopre che tutti gli oggetti usati per il rapimento erano stati acquistati dal geologo in città e in tempi diversi. Nel frattempo, Michael convince Laurie a fidarsi di lui, così la ragazza rivela l'indirizzo della casa del nonno. Maria e Michael si recano immediatamente nella tenuta ma scoprono che l'uomo è morto da molti anni e lì vivono gli zii, nonché tutori, di Laurie. I due zii non hanno nessun interesse per la sorte della nipote , ma notano con disappunto la somiglianza di Michael con il nonno e, convinti che Michael sia il figlio illegittimo dell'uomo, gli danno 5.000 dollari perché se ne vada e tenga la bocca chiusa. A Roswell intanto Isabel decide di utilizzare il corpo di Brody  per mettersi in contatto con gli abitanti del suo pianeta natale, e, così facendo, scopre che la gemma non è altro che un parassita che si è diffuso attraverso il fiume passante per il bosco in cui Laurie era stata sepolta, e che questo stesso parassita potrebbe costituire un pericolo per l'intero pianeta.
- Altri interpreti: Desmond Askew, Allison Lange, Jeremy Davidson, Diane Farr, Heidi Swedberg, Jason Peck, Dennis Christopher, Devon Gummersall, Erica Gimpel, Rosana Potter (Carmen), Wendy Speake (Reporter).

## Alieni e umani (Parte II)
- Titolo originale: How the Others Half Lives
- Diretto da: Paul Shapiro
- Scritto da: Gretchen J. Berg, Aaron Harberts e Breen Frazier

### Trama
Sorenson si introduce nell'appartamento di Michael e ruba una foto di Laurie. Mentre torna a casa viene fermato dall'agente Duff e dallo sceriffo Valenti che lo interrogano sui suoi spostamenti e suoi furti dei materiali usati per seppellire Laurie: il geologo appare in stato confusionale e non riesce a spiegarsi nemmeno i profondi tagli che ha sul collo. Intanto Larek, l'alieno del pianeta natale di Max, Isabel e Michael che i ragazzi avevano evocato, prende di nuovo possesso del corpo di Brody e fornisce ulteriori informazioni sulla natura dei parassiti: secondo lui i batteri possono essere dannosi solo per alcuni individui provvisti di un gene difettoso ma, una volta diffusi nel corpo di questi individui, diventano estremamente potenti e contagiosi, costituendo un pericolo per l'intera umanità. L'unica speranza è riuscire a distruggere la regina dei batteri: in questo modo gli altri saranno automaticamente annientati. Max, Isabel, Liz, Tess, Klye e Alex si mettono subito all'opera per cercare il resto dei cristalli ma, mentre stanno scavando, Alex e Kyle finiscono proprio nella grotta dei parassiti, per cui sono costretti ad aspettare che gli altri scavino un tunnel per salvarli. Durante il loro periodo di prigionia forzata Kyle fa, però, una significativa scoperta: i batteri muoiono se viene tolto loro l'ossigeno e non sono in grado di rigenerarsi. Isabel, intanto, si reca al centro UFO per cercare degli attrezzi utili a scavare, ma viene rapita da Sorenson, il quale la porta in macchina, rivelandogli di essere in preda ad uno stato confusionale, per cui si sente costretto a fare delle cose, pur non conoscendone la ragione e non comprendendone il senso. Tra queste c'è il fatto di doversi recare in Arizona per catturare Laurie. Ricordando i bei momenti trascorsi con Isabel, Sorenson decide di lasciar andare la ragazza e prosegue da solo il suo viaggio verso Tucson. Isabel, impaurita, chiama lo sceriffo e gli rivela i piani di Soreson, avvertendolo di correre a Tucson e di salvare Laurie. Valenti si trova costretto a chiedere l'aiuto dell'agente Duff e a rivelarle in parte la natura dei fenomeni che si stanno verificando sulla Terra: questa acconsente ad aiutare lo sceriffo e a non scrivere nel rapporto di tutti questi processi paranormali. A Tucson, Maria e Michael riescono a farsi riammettere alla villa dopo aver scoperto che questa è in realtà intestata a Laurie, come tutto il patrimonio, e che gli zii vogliono tenere la ragazza in manicomio solo per appropriarsi dei suoi averi. Michael e Maria esplorano il rifugio antiatomico del nonno della ragazza e proprio nelle vicinanze di questo trovano Carmen, la cameriera della villa, strangolata, e, subito dopo, Sorenson, che spara e ferisce Michael sul braccio. Nello stesso momento arriva anche Valenti, che costringe Sorenson ad abbassare la guardia e a lasciare andare Laurie. L'agente Duff, allora, spara a Sorenson, facendo sì che dal suo corpo esca un dispositivo animato, la Regina dei batteri, che sembra volersi attaccare ad un altro corpo. Nonostante sia ferito, Michael usa i suoi poteri per eliminare tutta l'aria presente nella stanza e distruggere così il parassita. Contemporaneamente, a Roswell, i cristalli iniziano a sciogliersi e Alex e Kyle possono liberarsi. Laurie finalmente ristabilita , decide di cacciare gli zii dalla villa per restare da sola nella casa. 
- Altri interpreti: Desmond Askew, Jeremy Davidson, Allison Lange, Heidi Swedberg, Dennis Christopher, Erica Gimpel, Rosana Potter (Carmen), Antonio Vega (Commesso).

## La febbre del gioco
- Titolo originale: Viva Las Vegas
- Diretto da: Bruce Seth Green
- Scritto da: Gretchen J. Berg e Aaron Harberts

### Trama
Michael decide di organizzare una gita di un paio di giorni a Las Vegas per rilassarsi e spendere tutto il denaro consegnategli dai signori DuPree. Inizialmente il viaggio avrebbe dovuto farlo solo con Max, ma la voce finisce per spargersi e l'intero gruppo parte alla volta della città del gioco d'azzardo. Kyle perde quasi subito le sue fiche giocando a carte, mentre Michael coinvolge Max in una partita a dadi, mentre Liz e Tess restano fuori dal casinò e Isabel fa da damigella d'onore ad una donna che desidera sposarsi immediatamente. Maria convince Alex ad accompagnarla ad un'audizione che, però, si rivela essere soltanto un provino come spogliarellista. Kyle, invece, spende tutti i soldi a Black Jack. Michael, contro il volere di Max, inizia ad imbrogliare con i dadi e, quando la sorveglianza gli intima di lasciare il tavolo, oppone resistenza all'agente e finisce in prigione insieme all'amico. Qui i due discutono e Max prende la decisione di lasciare Las Vegas immediatamente e di non partecipare alla cena organizzata da Maria. Mentre sta per prendere il taxi, però, il ragazzo ha una visione di lui e Liz che si sposano proprio a Las Vegas, per cui decide di tornare indietro. Durante la cena, Michael sorprende Maria invitandola a salire sul palco per cantare, così Max invita Liz a ballare, confidandole della visione. La sera stessa, lo sceriffo Valenti raggiunge i ragazzi e li rimprovera per non aver avvisato nessuno : era preoccupatissimo per la loro sorte. Redarguisce pesantemente anche Tess, considerata ormai una della famiglia. Max e Michael fanno finalmente pace. 
- Altri interpreti: Samuel Ball, Linda Pine, Eileen Galindo (Senora Villa), Gregory Saites (Glenn), Ned Schmidtke, Pit Boss, Michael Bailey Smith (Guardia), Deondray Gossett (Fattorino), Ken Cook (Negoziante), Phil Nelson.

## Segui il tuo cuore
- Titolo originale: Heart of Mine
- Diretto da: Lawrence Trilling
- Scritto da: Jason Katims

### Trama
Come di consueto, alla fine dell'anno si tiene il ballo scolastico : Liz, Maria e Isabel vorrebbero parteciparvi. Michael rifiuta l'idea di ballare davanti a tutti e sia lui che Maria finiscono per litigare, decidendo di uscire con persone diverse. Liz, che sta iniziando a legare con Sean, chiede a Max di portarla al ballo in veste di amico e lui accetta. Kyle decide di provare ad invitare Tess e la ragazza acconsente. Isabel, che sta per diplomarsi in anticipo di nascosto a tutti, vuole partecipare a quello che ricorderà come il suo ultimo ballo chiedendo ad Alex di accompagnarla. In un primo tempo il ragazzo rifiuta per paura di un eccessivo coinvolgimento sentimentale ma, alla fine, decide di cedere e di portare Isabel alla festa. Preoccupata che Michael possa davvero vedere qualcun'altra, Maria indaga a casa del ragazzo trovando il numero di telefono di una certa Juanita. Intanto, Max e Tess si vedono con maggiore frequenza per tentare di ricordare come fosse la loro vita nel loro pianeta natale : Max inizia ad avere delle visioni confuse degli abitanti e dei luoghi di Antar. Proprio mentre sono insieme durante una delle loro sedute, Liz entra nel cortile della casa di Max per tentare di ottenere delle informazioni su Michael e vede dalla finestra lui e Tess abbracciati. Mentre torna sconvolta verso casa, la ragazza incontra Sean e accetta di passare una serata con lui al bowling. La sera del ballo, Maria è da sola e Liz ha il presentimento che quella sarà l'ultima volta in cui il loro gruppo si riunirà. Quando Max invita Liz a ballare, la ragazza afferma di aver sofferto molto nell'ultimo anno e rivela a Max di sentirsi paralizzata dal fatto che Tess una volta sia stata sua moglie e di non riuscire più a sopportare l'intera situazione. Nel frattempo, Kyle difende Tess dai commenti di alcuni ragazzi, rendendosi conto che quello che prova per lei non è attrazione, ma un semplice amore fraterno che non può condurre ad una storia. Mentre Maria è sulla pista insieme a Liz, Michael fa la sua entrata con tanto di giacca e cravatta, rivelando alla ragazza di aver preso delle lezioni di ballo da una certa Juanita per poter fare bella figura con lei e riuscire a portarla alla festa. A questo punto è Liz l'unica ad essere rimasta sola: la ragazza esce dalla sala per cercare Max ma, quando arriva nel corridoio, lo vede baciare Tess e corre via dalla scuola per raggiungere Sean.
- Altri interpreti: Diane Farr, Devon Gummersall, Taran Killam (Malamud), Scott Clifton (Evan), Michelle Moretti (Allie), Mya Michaels (Juanita).

## Prima di morire
- Titolo originale: Cry Your Name
- Diretto da: Allan Kroeker
- Scritto da: Ronald D. Moore

### Trama
Alex ha un incidente stradale e nemmeno l'intervento di Max riesce a salvargli la vita. I ragazzi e lo sceriffo Valenti sono sconvolti, ma le singole reazioni sono molto diverse l'una dall'altra: Maria si dispera per la morte dell'amico e lascia che Michael si prenda cura di lei e di sua madre; Isabel sogna che Alex sia ancora vivo e gli rivela i sentimenti che prova per lui; Kyle cerca di non considerare il fatto che l'incidente sia avvenuto il giorno prima del suo compleanno; Liz sembra rifiutare ciò che è accaduto e cerca in tutti i modi di comprendere la dinamica dell'incidente. Lo sceriffo Valenti, intanto, indaga sulla vicenda e tutti gli indizi lo portano alla conclusione che Alex in realtà non sia stato vittima di un incidente ma che in realtà abbia tentato di suicidarsi. Liz si oppone con decisione a questa teoria, ne parla con Max e decide di riesaminare tutti gli indizi e di cercare prove contro l'ipotesi di Valenti. Durante il funerale, dopo essersi introdotta in camera dell'amico, la ragazza trova una raccolta di poesie di Frost e nota il segno sopra una di queste: oltre alle parole della poesia, a convincere Liz che non si tratta di suicidio sono due biglietti per un concerto al quale Alex avrebbe dovuto partecipare il giorno stesso. Liz raduna tutto il gruppo in camera di Alex e rivela le recenti scoperte, dichiarando che secondo lei non si è trattato né di suicidio, né di un incidente ma di un vero e proprio omicidio. Max, Isabel e Michael non accettano questa teoria e Liz li accusa di non voler accettare l'idea che dietro la morte di Alex possa esserci un alieno, e che pertanto, la responsabilità dell'intera vicenda possa essere loro. Max e gli altri lasciano la stanza tristi e seccati dalle accuse di Liz e Kyle dichiara che da quel momento in poi ci sarà una netta separazione tra alieni e umani. Mentre Liz è al Crashdown, il fattorino delle pizze, l'ultimo ad aver visto Alex vivo, consegna a Liz la ricevuta con la firma di Alex che era stata rifiutata in quanto, al posto delle lettere, era presente una sequenza di zero e di uno. La ragazza esamina la ricevuta e scopre che, attraverso il codice, è riportato un verso della poesia di Frost, la stessa segnata da Alex sul suo libro.
- Altri interpreti: John Doe, Mary Ellen Trainor, Garrett M. Brown, Diane Farr, Jo Anderson, Jason Dohring, Jason Peck, Hawthorne James, Ted Rooney.

## La sconfitta di un leader
- Titolo originale: It's Too Late, and It's Too Bad
- Diretto da: Patrick Norris
- Scritto da: Gretchen J. Berg e Aaron Harberts

### Trama
Gli effetti della morte di Alex continuano a farsi vedere: Liz prosegue la sua cieca ricerca sulla verità riguardo all'incidente dell'amico; Maria impegna tutta se stessa nella realizzazione di un collage con le foto del ragazzo e prende le distanze da Michael per paura che anche lui, un giorno, possa abbandonarla; Isabel si concentra sulla scelta del college e opta per San Francisco, il più possibile lontano da casa; Max rifiuta categoricamente di considerare la possibilità che dietro alla morte di Alex ci siano gli alieni e proibisce ad Isabel, arrivando fino al punto di minacciarla, di lasciare Roswell. La ricerca di Liz si rivela piuttosto fruttuosa e la ragazza scopre che il numero di telefono della famiglia presso cui Alex alloggiava in Svezia è sbagliato e appartiene a qualcun altro. Queste indagini, però, finiscono per allontanarla sia da Max, che invece trova sostegno in Tess, sia da Maria, che deve gestire il lavoro sul collage tutta da sola. Alla fine, sempre più convinta della sua teoria, la ragazza decide di partire per la Svezia all'insaputa dei genitori, e, contro il volere di Max, per cercare il luogo in cui la fotografia di Alex e della ragazza svedese fosse stata scattata. Proprio mentre sta per salire sull'aereo, però, riceve una chiamata dall'ambasciata svedese, a cui aveva inviato la foto dell'amico, e scopre che l'edificio dietro le spalle della coppia ritratto nella foto è stato demolito molti anni prima. L'ovvia conclusione è che Alex non si è mai recato in Svezia e che qualcuno stia nascondendo la realtà. Mentre Liz è impegnata all'aeroporto, Max si incontra con Tess all'osservatorio e lì, in un momento di forte crisi per il ragazzo, i due fanno l'amore per la prima volta.
- Altri interpreti: Diane Farr, Jason Peck, Ted Rooney, Devon Gummersall, Michael Caldwell (Fioraio), Jeremy Duskin (Derek), Per Bristow (Mr. Stockman), Alison Ward (Deb), Antoinette Broederick (Cassiere di banca), Brendan D. Pentzell (Guardia della high school), Stephen Kupka (Tassista), David Nathan Schwartz (Membro dell'equipaggio).

## Fiocco azzurro
- Titolo originale: Baby It's You
- Diretto da: Rodney Charters
- Scritto da: Lisa Klink

### Trama
Liz convince Maria ad aiutarla con le indagini : le due scoprono che tutte le email inviate loro da Alex non provenivano affatto dalla Svezia ma dal computer dell'università di Las Cruces. Dopo la notte passata insieme a Max, Tess si rende immediatamente conto di essere incinta e lo comunica al ragazzo: questa notizia non è preoccupante solo dal punto di vista pratico, in quanto i due dovranno trovare di che mantenersi e dove vivere, ma anche sotto l'aspetto della gravidanza in sé che, secondo quanto detto da Nasedo, per gli alieni dovrebbe durare solo un mese. Ben presto la salute di Tess appare a rischio, in quanto il bambino non sembra in grado di sopravvivere nell'atmosfera terrestre e la ragazza soffre di dolori atroci che la immobilizzano a letto. Max si prende cura di lei, le sta vicino in ogni momento, cercando di nascondere tutte le preoccupazioni che lo affliggono. Intanto, Liz e Maria decidono di recarsi a Las Cruses per indagare e, sebbene Liz glielo avesse proibito, Maria decide di rivelare tutto a Michael promettendolo di chiamarlo qualora ne avesse avuto bisogno. Le scoperte della due ragazze sono molto interessanti: a quanto pare Alex, o una specie di "automa asociale" secondo le testimonianze dei compagni di stanza, ha effettivamente passato due mesi all'università a fare ricerche attraverso un potente computer situato in uno dei padiglioni del campus. Mentre assistono ad un concerto all'aperto, Liz e Maria notano tra la folla la ragazza svedese della foto di Alex e provano a fermarla e a parlarle non ottenendo, però, che una rapida fuga. Fortunatamente in soccorso di Liz e Maria arriva Michael, che riesce a trovare l'indirizzo della casa in affitto di Leanna e a disinnescare la bomba a tempo collocata vicino ad un computer. Una volta superati questi ostacoli, i tre accedono con facilità alle informazioni sulle ultime ricerche di Alex ne scoprono l'argomento: una traduzione del quaderno portato da Tess con tutte le informazioni sui quattro alieni e sul loro destino. Con questo potente mezzo e l'aiuto di un cristallo i quattro potranno finalmente tornare a casa e mettere in salvo il figlio di Max e Tess.
- Altri interpreti: Michael Chieffo, Jeff Wadlow, Sean Dwyer, Nelly Furtado, Michael Caldwell (Fioraio), Jeremy Duskin (Derek), Per Bristow (Mr. Stockman), Alison Ward (Deb), Antoinette Broederick (Cassiere di banca), Brendan D. Pentzell (Guardia della high school), Stephen Kupka (Tassista), David Nathan Schwartz (Membro dell'equipaggio).

## Doppia identità
- Titolo originale: Off the Menu
- Diretto da: Patrick Norris
- Scritto da: Russell Friend e Garrett Lerner

### Trama
Brody continua la sua indagine per scoprire qualcosa di più sui rapimenti degli alieni e tenta di ripercorrere la sua particolare esperienza grazie ad un simulatore virtuale molto potente in grado di ricreare le condizioni dei momenti precedenti all'incontro con gli extraterrestri. Il ragazzo inizia a ricordare qualcosa, a vedere volti familiari, come quello di Max e di Nicholas, ma, proprio mentre la visione inizia a prendere una forma definita, il generatore di energia cede, a causa dell'eccessiva portata di elettricità, per cui l'intera rete elettrica della città va in corto circuito, causando un improvviso black out. Max, che si trova al centro UFO con Tess, raggiunge il suo capo per accertarsi che vada tutto bene, ma la sua presenza non fa altro che scatenare l'ira di questo, che, influenzato dalla visione appena avuta, decide di tenere in ostaggio i due alieni e di non rilasciarli fino a quando loro non gli racconteranno la verità sulla sua identità. Poco dopo anche Maria, arrivata al centro UFO per tentare di vendere alcune magliette insieme alla madre e a Sean, viene sequestrata e legata. Quando le squilla il cellulare, Maria è autorizzata da Brody a rispondere e tenta di mandare un messaggio in codice a Liz che, sfortunatamente sembra non riuscire a decifrarlo. Max e Tess tentano di utilizzare i loro poteri senza dare nell'occhio, ma Brody riesce a sottrarsi al controllo mentale di Tess, e, per evitare che i due possano liberarsi, attiva un congegno che impedisce agli alieni di usare qualsiasi abilità speciale. Anche Isabel e Michael, in cerca di Max, arrivano al centro UFO, ma riescono a fuggire prima che Brody li catturi, correndo a chiedere l'aiuto di Valenti. Questi si attrezza con un kit per la sorveglianza speciale e invia Liz a consegnare il cibo richiesto da Brody per poterlo spiare con una telecamera posta sul cappotto della ragazza. Inizialmente il piano sembra funzionare ma poi Brody, non soddisfatto della cottura degli hamburger e pensando che anche questi siano stati cotti con poteri alieni, decide di tenere in ostaggio anche Liz. Intanto Hudson, diventato ormai sceriffo della contea, decide di fare irruzione nel centro UFO per controllare che i colpi che ha sentito non siano di pistola, per cui organizza una squadra speciale di tiratori scelti. All'interno dell'edificio, Max decide di provare ad assecondare Brody e gli rivela di essere un alieno con poteri speciali. La tattica sembra funzionare e l'uomo sta per lasciar cadere la pistola quando, osservando meglio Liz, si accorge della telecamera nascosta e minaccia la ragazza puntandole addosso l'arma. Sia Max che Sean si precipitano in suo aiuto e quest'ultimo rimane addirittura ferito all'addome da un proiettile. Brody è al colmo dell'esasperazione, per cui decide di rinchiudere tutto il gruppo nella sala al piano superiore. Qui, Max e Liz notano il simulatore virtuale e capiscono quale possa essere stata la causa dello sconvolgimento mentale di Brody: durante la simulazione il cervello dell'uomo deve aver subito dei danni, causando la perdita di tutti i suoi ricordi. Questo spiega la crisi di identità di Brody e offre una soluzione al problema: se Max potesse utilizzare i suoi poteri, riuscirebbe a guarire l'uomo e a ridargli i suoi ricordi. Maria tenta di parlare con Brody e di far leva sulla loro amicizia per convincerlo a spegnere il dispositivo che blocca i poteri di Max e alla fine riesce nella sua impresa mostrando all'uomo una foto di sua figlia. Max guarisce Brody e convince gli altri a non raccontare tutto alla polizia. L'unica ad opporsi è la madre di Maria, la quale non vuole che una bambina piccola cresca con un padre simile. L'unica soluzione, accettata da tutto il gruppo, è di far sì che Tess manipoli la mente della donna e le tolga i ricordi delle ultime ore. La sera stessa Max si reca da Tess e le racconta che, mentre curava Brody, ha avuto dei ricordi su di lei e di loro due nel loro pianeta natale.
- Altri interpreti: Desmond Askew, Diane Farr, Jason Peck, Devon Gummersall.

## Il ritorno
- Titolo originale: The Departure
- Diretto da: Patrick Norris
- Scritto da: Jason Katims

### Trama
Per salvare suo figlio, Max attiva il Granilith, l'unica possibilità per gli alieni di tornare su Antar. Nelle ventiquattro ore durante le quali il Granilith si carica, gli alieni devono dire addio a ciò che hanno di più caro. Max cerca Liz ed insieme vanno alla ricerca di Leanna, che credono essere l'aliena che ha ucciso Alex, in realtà una semplice umana, ignara di tutto. Max spiega la questione di Tess, del bambino e del Granilith a Liz e la bacia dicendole che l'ama, ma deve partire per salvare suo figlio. Isabel cena con i genitori, poi va sulla tomba di Alex, indecisa se voler partire. Michael organizza una cena per Maria e le permette di vedere dentro di lui, cosa che non ha mai permesso a nessuno di fare, e poi fa l'amore con lei. Tess, che soffre per il bambino, saluta Kyle e lo sceriffo Valenti e li ringrazia. Mentre sta parlando con Tess, Kyle ha una visione di Alex attraverso lo specchio, rimanendone molto turbato. A casa di Maria, Amy, sua madre, manifesta dei ricordi su Larek e sugli eventi del centro UFO iniziando a parlare da sola, come se stesse rivivendo quei momenti. Liz e Maria, spaventate, cercano di farla tornare in sé e, quando questo avviene, si accorgono di un ticchettio che la donna fa con la mano che Liz aveva già notato in Alex e Kyle. Questo tamburellare della mano è collegato alle deviazioni della mente operate da Tess e ne risulta essere la conseguenza. Per approfondire la questione, le due si recano a casa di Kyle e lo aiutano a rivivere la notte della morte di Alex: dai suoi ricordi emerge che Tess aveva costretto il ragazzo a decifrare il libro per lei e che quella della Svezia era solo una copertura. Quando Alex aveva capito di essere stato incastrato, si era rivolto a Tess e i due avevano avuto una lite durante la quale la ragazza aveva cercato per l'ennesima volta di deviargli la mente. Purtroppo, l'uso prolungato dei poteri sui suoi ricordi avevano causato la morte del ragazzo. Tess a quel punto era stata costretta a deviare anche la mente di Kyle e a fargli trasportare il cadavere dell'amico sul luogo dell'incidente, dove poi il ragazzo era stato ritrovato. Preoccupati, Liz, Maria e Kyle corrono alla caverna del Granilith per avvertire gli altri, riuscendo ad entrare, solo quando Michael ne esce, a pochi minuti dalla partenza, deciso a restare sulla Terra insieme a Maria. Liz rivela il piano di Tess, e Max ne rimane sconvolto. Tess gli rivela che Nasedo aveva stretto un patto con il nemico, secondo cui, lei, avrebbe dovuto mettere al mondo un figlio di Max e, successivamente, consegnarlo a Kivar. Per salvare il bambino, Max la lascia partire da sola e rimane sulla Terra con l'intenzione di salvare suo figlio dal nemico.
- Altri interpreti: Diane Farr, Garrett M. Brown, Mary Ellen Trainor, Devon Gummersall, Nicole Brunner (Leanna / Jennifer), Nicholas Stratton (giovane Michael).